# Semiothisa conarata
Semiothisa conarata là một loài bướm đêm trong họ Geometridae.